# Antonín Waldhauser
Antonín Waldhauser (* 20. prosince 1948) je bývalý český hokejový útočník.

## Hokejová kariéra
V československé lize hrál za CHZ Litvínov. Odehrál osm prvoligových sezón, nastoupil v 213 ligových utkáních, dal 32 gólů a měl 18 asistencí. S reprezentací Československa získal bronzovou medaili za 3. místo na Mistrovství Evropy juniorů v ledním hokeji 1969. V nižších soutěži hrál i za Duklu Jihlava B, Moravia DS Olomouc a HC Slovan Louny.

## Klubové statistiky
| Sezona    | Klub               | Soutěž  | Základní část | Základní část | Základní část | Základní část | Základní část |
| Sezona    | Klub               | Soutěž  | Z             | G             | A             | B             | TM            |
| --------- | ------------------ | ------- | ------------- | ------------- | ------------- | ------------- | ------------- |
| 1967/1968 | CHZ Litvínov       | 1. liga | 4             | 1             | 0             | 1             | -             |
| 1968/1969 | CHZ Litvínov       | 1. liga | 24            | 4             | 1             | 5             | -             |
| 1969/1970 | CHZ Litvínov       | 1. liga | 36            | 7             | 3             | 10            | -             |
| 1970/1971 | CHZ Litvínov       | 1. liga | 29            | 5             | 3             | 8             | -             |
| 1971/1972 | Dukla Jihlava B    | 2. liga | -             | -             | -             | -             | -             |
| 1972/1973 | Dukla Jihlava B    | 2. liga | -             | -             | -             | -             | -             |
| 1973/1974 | CHZ Litvínov       | 1. liga | 42            | 9             | 5             | 14            | -             |
| 1974/1975 | CHZ Litvínov       | 1. liga | 37            | 5             | 4             | 9             | -             |
| 1975/1976 | CHZ Litvínov       | 1. liga | 23            | 1             | 2             | 3             | -             |
| 1976/1977 | CHZ Litvínov       | 1. liga | 18            | 0             | 0             | 0             | -             |
| 1977/1978 | Moravia DS Olomouc | 2. liga | -             | -             | -             | -             | -             |